# Кольбе, Карл Эмильевич
Кольбе Карл Эмильевич (22.06.1886 г. д. Рыпултовицы, Петроковская губерния — 21 июня 1947 г. Ленинград) - инженер-кораблестроитель, Главный инженер судостроительного завода в Николаеве, Главный инженер Морского завода в Севастополе. Изобретатель уникального метода установки корабельных котлов при отсутствии подъёмного оборудования.

## Биография
Родился в крестьянской семье. В 1905 году окончил Коммерческое училище. На следующий год поступил на кораблестроительное отделение Санкт-Петербургского политехнического института, который успешно окончил в 1911 году. Работал инженером на судостроительном заводе в Николаеве. После Октябрьского переворота не эмигрировал, остался работать в Советской России. В 20-е годы был назначен главным инженеров судостроительного завода имени Марти (г. Николаев). Зарекомендовал себя высококвалифицированным специалистом, в результате был переведён на должность главного инженера Морского завода (№ 201) в Севастополе.
6.07. 1937 года арестован по обвинению «в активном участии в антисоветской, диверсионной, вредительской организации в Севастополе и на Морском заводе, а также в шпионаже а пользу Германии». Приговорён (ВК ВС СССР, 25.05.1940, ст. 58-1) к 10 годам.
Во время заключения работал в Ягринском ИТЛ (Ягрлаг) в городе Молотовске (ныне Северодвинск). Занимался строительством эсминцев. Является автором уникальной технологии по установке на корабли котельного оборудования при невозможности использования подъёмных кранов (с помощью специальной погрузочной рамы).
В 1946 году переведён в Ленинградскую тюрьму «Кресты». 21 июня 1947 года за день до освобождения умер от обширного инфаркта.
Полностью реабилитирован в 1956 году.